# Acremoniella rugulosa
Acremoniella rugulosa är en svampart som beskrevs av Leão 1934. Acremoniella rugulosa ingår i släktet Acremoniella, divisionen sporsäcksvampar och riket svampar.   Inga underarter finns listade i Catalogue of Life.